# Diastylis anderssoni
Diastylis anderssoni är en kräftdjursart som beskrevs av John Todd Zimmer 1907. Diastylis anderssoni ingår i släktet Diastylis och familjen Diastylidae. Inga underarter finns listade i Catalogue of Life.